# Kultura šedě malované keramiky

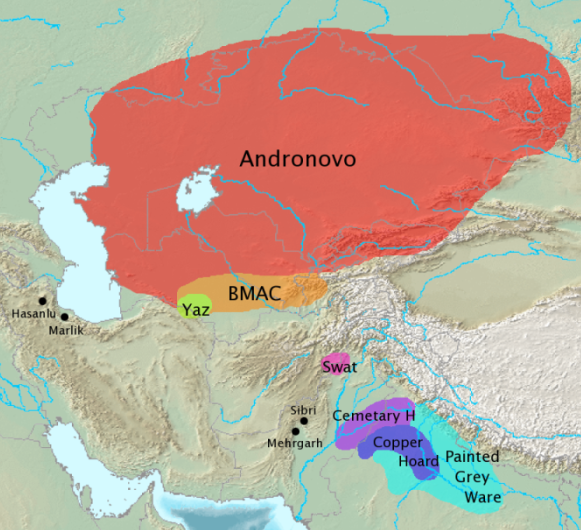
Přibližný rozsah kultury šedě malované keramiky je vyznačen světle modrou barvou

Kultura šedě malované keramiky se v době železné nacházela v Indoganžské nížině. Trvala přibližně od roku 1100 – 350 př. n. l. Tato kultura je současníkem a také nástupcem kultury černě a červeně malované keramiky a pravděpodobně koresponduje s pozdním obdobím véd. Přibližně od roku 500 př. n. l. se jejím nástupcem stala severní kultura černě malované keramiky.